# Hans Iversen Wandal
Hans Iversen Wandal (født 20. august 1579 i Ribe, død 16. december 1641 i Viborg) var en dansk biskop, søn af rådmand Iver Wandal. Moderen, Susanne, var datter af præsten Jens Pedersen Grundet. Han blev far til Hans Wandal. 
Wandal gik først i Ribe Skole, men kom o. 1589 til Herlufsholm, hvorfra han blev student omtrent 1596. Efter at have afsluttet sine studier ved universitetet rejste han 1601 til Wittenberg og besøgte derefter flere andre tyske universiteter. 
1602 optogs han i huset hos Holger Rosenkrantz på Rosenholm. 1604 kom han til Vosborg som hovmester for Preben Gyldenstjernes tre sønner, Knud, Ejler og Henrik, med hvem han rejste udenlands 1607. I 7 år gennemrejste de Tyskland, Frankrig, Schweiz, England, Spanien og Italien. 
I Strasburg opholdt de sig fra 1608 af i 2 år, og her tog Wandal magistergraden. Rejsen afsluttedes med et længere ophold på den berømte fyrsteskole i Tübingen. Efter hjemkomsten blev Wandal 1613 sognepræst ved Gråbrødrekirke i Odense. 
1615 og 1616 måtte han afgive vidnesbyrd i den sag, der var rejst imod den fynske biskop Hans Knudsen Veile, som blev afsat på grund af kalvinistisk vranglære. 1617 udnævnte kongen ham, uden forudgået valg af stiftsgejstligheden, til biskop i Viborg. 1620 blev han Dr. theol.. 
Under de kejserlige troppers indfald i Jylland måtte han 1627-28 tage ophold uden for sit stift. I 1629 deltog han i et møde i København, som forberedte forordningen om en skærpet kirketugt. 1635 sad han i en kommission, som holdt forhør over Kirsten Munk angående hendes forhold til Rhingreven, og 1638 deltog han med landets øvrige bisper i rigsdagen i Odense i anledning af nye skattepålæg.